# SNA
Systems Network Architecture (системная сетевая архитектура) — разработанное компанией IBM в 1974 г. общее описание структуры, форматов, протоколов, используемых для передачи информации между программами IBM и оборудованием, создавалось для объединения в глобальные сети мейнфреймов IBM. 
SNA является семиуровневым стеком сетевых протоколов, близким, но не совпадающим с сетевой моделью OSI:
- Physical Control — обеспечивает генерирование и кодирование электрических сигналов, работу физических интерфейсов, топологию сети и коммуникационную среду (например, кабель)
- Data link control (DLC) — включает несколько протоколов канального уровня, в том числе Synchronous Data Link Control (SDLC, протокол управления синхронным каналом передачи данных) для иерархических сетей и Token Ring для одноранговых локальных сетей, соответствует канальному уровню (Data Link layer) OSI (однако не охватывает полностью функциональность Data Link layer OSI);
- Path control — обеспечивает адресацию, маршрутизацию и фрагментацию/дефрагментацию пакетов данных, охватывая часть функций канального и сетевого уровней OSI;
- Transmission control — обеспечивает управление соединениями, включая шифрование/дешифрование данных, обеспечивая функциональность, входящую в сетевой и транспортный уровень OSI;
- Data flow control — уровень управления потоками данных, включая установление соединений, очерёдность передачи данных, приостановку передачи по требованию и групповой обмен. Включает функции транспортного и сессионного уровней OSI;
- Presentation services — управление преобразованием данных различных форматов, разделением ресурсов и синхронизацией транзакций. Включает в себя часть функций сеансового уровня, уровня представления и прикладного уровня OSI;
- Transaction services — уровень приложений управления распределённой обработки данных и управления.